# یوکو کیکوچی
یوکو کیکوچی (انگلیسی: Yoko Kikuchi؛ زادهٔ ۲۸ اکتبر ۱۹۶۷) کارگردان فیلم، و پویانما اهل ژاپن است.